# Mauritiella aculeata
Mauritiella aculeata ist eine südamerikanische Art aus der Familie der Palmengewächse (Arecaceae). 

## Merkmale
Mauritiella aculeata ist eine mehrstämmige Palme mit meist 10 bis 50, selten nur 5 Stämmen pro ausgewachsener Pflanze. Die Stämme werden 5 bis 10, selten bis 20 m hoch. Der Stammdurchmesser beträgt 7,5 bis 15 cm, selten nur 5 cm. Abgestorbene Blätter fallen mit einer sauberen Narbe ab.
Die Stämme sind hell, fast weiß, halb liegend, manchmal ineinander verschlungen, nie gerade. Häufig lehnen sie sich auf die Wasseroberfläche der Flüsse, an deren Ufer sie wachsen, hinaus. An den unteren Stammteilen tragen sie kleine Wurzeldorne. Sie besitzen an der Basis kleine Luftwurzeln.
Die silbrig-glauken, großen Blattscheiden bilden einen Pseudo-Kronenschaft. Die Blattkrone ist offen aufgrund der langen Blattstiele. Ihre Form ist halbkugelig bis kugelig. Die Krone besteht aus nur wenigen Blättern.
Die Blätter sind 61 bis 80fach gefaltet. Der Blattstiel ist wachsfrei. Die Blattbasis ist peltat und trichterförmig. Die Costa ist 2 bis 3,5, selten bis 13 cm lang. Die mittleren Blattsegmente sind 62 bis 87 cm lang und 1 bis 2 cm breit. Der Rand der Blattsegmente ist meist dornig. Die Blattsegmente sind hängend.
Im Blütenstand gibt es 9 bis 18 weibliche Blütenäste, diese sind 11 bis 45 cm lang. Pro Ast gibt es 21 bis 48 blütentragende Äste (Rachillae).
Die Frucht misst 4 bis 5 × 3 bis 4,5 cm. Sie ist länglich, bis 3,8 cm lang und olivfarben, zur Reife rötlich-braun.
Die Chromosomenzahl beträgt 2n = 30.

## Verbreitung und Standorte
Mauritiella aculeata kommt nur im nördlichen Südamerika vor: im äußersten Süden Venezuelas, im westlichen Kolumbien und im Nordwesten Brasiliens. Die Art wächst entlang der Flussufer des Orinoco und dessen Seitenflüsse in geringer Seehöhe. 
Bernal und Galeano geben als Standorte die sandigen Böden entlang der Ufer der Schwarzwasser-Flüsse im Gebiet des oberen Rio Negro und die angrenzenden Schwarzwasserzuflüsse von Orinoco und Amazonas an.

## Taxonomie
Mauritiella aculeata wurde 1935 von Karl Ewald Maximilian Burret in Notizblatt des Botanischen Gartens und Museums zu Berlin-Dahlem Band 12, Seite 609 erstbeschrieben.

## Nutzung
Die Art wird nur in Botanischen Gärten kultiviert. Das Fruchtfleisch wird gegessen, ähnlich dem von Mauritia flexuosa.